# 奧克斯集團
奧克斯集團（Aux Group）是一家總部位於中華人民共和國浙江省寧波市鄞州區的家電民營企業，其生產的三星電能表和奧克斯空調為中國名牌產品。上繳的稅收一度在鄞州區工業企業中排名第一。
奧克斯集團成立于1986年，并被列入中国500强企业名单。截至2022年，年营业收入达到810亿元，总资产为625亿元，员工超过3万人，在全球拥有11个制造基地和6个研发中心。在投资和运营医疗机构方面拥有37家机构。
奥克斯旗下有两家上市公司，分别是三星医疗（股票代码：601567）和奥克斯国际（股票代码：02080）。奥克斯集团以奥克斯和三星两大品牌为主。
截止2023年奥克斯集团的年产能，空调700万台、电能表2500万只、变压器600万千伏安、手机500万部、小家电200万台（OEM）。其中电能表市场占有率30%以上；奥克斯空调是中国空调行业的前四强。

## 历史
該公司由鄭堅江創辦於1986年。當時其承包了位於龍觀鄉的龙观钟表零件厂。公司1989年進入仪表业，1994年進入空調業，2000年進入地產業，2006年進入醫療行業。1989年，创立了三星品牌，三年间三星业绩增长500倍，成为电能表领域的中国销量最高的企业。
2009年，创立了汇金小贷公司，在此后还参股了两家银行。
2011年，三星电气（股票代码：601567）在上海主板上市，并随后更名为“三星医疗”。2012年，在杭州和宁波相继设立研发中心。
2013年，在上海设立金融中心，专注融资租赁。2014年，成立医疗集团。
2015年，在巴西和印尼设立海外工厂，同时，澳洲发展海外地产，港股更名奥克斯国际。
2016年，在空调行业中位列第三，并且新建了一座智能家电出口生产基地。
2017年，在马鞍山新建了智能家用空调产业园，同时进军厨电产业，并且扩展了医疗康复连锁医院。
2018年，分别选址泰国和郑州规划新的智能家电生产基地，并致力将日本的研发中心打造成全球家电研发地。
2019年，在泰国建成了基地，2020年，启动了郑州智能家电制造基地项目的建设工作。
2021年，开设了波兰海外工厂以发展新能源和电力产业。

## 业务
家电产业：产品主要包括家用空调、商用空调等,销售区域有中东、欧洲、亚太、非洲、美洲等100多个国家和地区。
电能设备：1989年进入电表制造业，随之相继研制出变压器开关柜、环网柜、箱式变电站等产品，全面进入电能产业。主要产品有：三星电表。
医疗产业：2002年开始涉足医疗产业，现投资及运营37家医疗机构。
地产产业：地产涉及住宅、产业园区地产、城市综合体、超高层建筑等多业态的开发和运营。
投资产业：投资产业总部位于上海，参股2家银行及浙民投、甬商实业、PE投资等数个项目。

## 外部連結
- 官方网站